# Gotemburgo (comuna)
A Comuna de Gotemburgo (em sueco Göteborgs kommun ou Göteborgs Stad;  ouça a pronúncia) é um município da Suécia localizado no condado de Västra Götaland. A sua maior parte fica na província histórica da Västergötland e uma parte menor na Bohuslän.
Sua capital é a cidade de Gotemburgo. 
Possui 448 quilômetros quadrados e segundo censo de 2019, havia 483 250 pessoas.
A comuna é governada por uma assembleia municipal (kommunfullmäktige) e por um conselho municipal (kommunstyrelse). A assembleia tem o poder legislativo, e é constituída por 81 deputados municipais, eleitos por sufrágio direto e universal. O poder executivo é exercido pelo conselho municipal.

## Localidades principais
Localidades com mais população da comuna (2019):

| # | Localidade         | População |
| - | ------------------ | --------- |
| 1 | Gotemburgo         | 483 250   |
| 2 | Nordöstra Göteborg | 47 072    |
| 3 | Torslanda          | 22 767    |
| 4 | Olofstorp          | 4 108     |
| 5 | Donsö              | 1 453     |
| 6 | Angered            | 1 417     |
| 7 | Nolvik             | 1 393     |
| 8 | Styrsö             | 1 350     |
| 9 | Björlanda          | 1 126     |

## Comunicações
A comuna de Gotemburgo é servida pelas estradas europeias E6 (Trelleborg-Gotemburgo-Strömstad), E20 (Malmö-Gotemburgo-Estocolmo) e E45 (Gällivare-Östersund-Trollhättan-Gotemburgo), assim como pela estrada nacional 40 (Gotemburgo-Borås-Jönköping).
É igualmente um nó ferroviário com ligações a Strömstad, Kalmar, Karlskrona, Kornsjø (Noruega), Kil, Varberg, Malmö e Estocolmo.
Dispõe dos aeroportos Gotemburgo-Landvetter em Landvetter, a 25 km da cidade de Gotemburgo, e de Gotemburgo-City em Hisingen, assim como do porto de Gotemburgo.

## Cidades-irmãs
A cidade de Gotemburgo está geminada com as seguintes cidades:

- Århus (Dinamarca)
- Turku (Finlândia)
- Lyon (França)
- Bergen (Noruega)
- Port Elizabeth (África do Sul)
- Shanghai (China)
- Chicago (EUA)